# Double dames de badminton aux Jeux olympiques d'été de 2012
Navigation
Pékin 2008 Rio de Janeiro 2016
Le tournoi du double dames de badminton aux Jeux olympiques d'été de 2012 se déroule à la Wembley Arena de Londres du 28 juillet au 4 août 2012.

## Format de la compétition
Les participantes sont réparties en 4 groupes où chaque paire rencontre toutes les autres.
Les 2 premières paires de chaque groupe sont qualifiées pour les 1/4 de finale. Par la suite, les athlètes s'affrontent lors d'une phase à élimination directe, jusqu'en finale.

## Têtes de séries
| 1. Wang Xiaoli / Yu Yang (CHN) (phase de groupe) 2. Tian Qing / Zhao Yunlei (CHN) | 1. Ha Jung-eun / Kim Min-jung (KOR) (phase de groupe) 2. Mizuki Fujii / Reika Kakiiwa (JPN) |

## Disqualifications
Le 1er août 2012, la délégation olympique chinoise aux JO décide d'ouvrir une enquête après que la Fédération internationale de badminton eut accusé deux joueuses chinoises d'avoir délibérément perdu une rencontre de double. Finalement, huit joueuses (une paire représentant la Chine, une l'Indonésie et deux la Corée du sud) accusées de "ne pas avoir fait tout leur possible pour gagner" les matches de poule sont exclues,.
Peu de temps après, la joueuse chinoise Yu Yang annonce qu'elle arrête sa carrière.
Les joueuses disqualifiées sont : 
- les chinoises Wang Xiaoli et Yu Yang  ;
- les sud-coréennes Jung Kyung-eun et Kim Ha-na ;
- les sud-coréennes Ha Jung-eun et Kim Min-jung ;
- les indonésiennes Meiliana Jauhari et Greysia Polii.

## Phase de poule

### Groupe A
| Équipe                                | MJ | G | P | SG | SP | Pts |
| ------------------------------------- | -- | - | - | -- | -- | --- |
| Valeria Sorokina / Nina Vislova (RUS) | 3  | 1 | 2 | 2  | 4  | 1   |
| Alexandra Bruce / Michelle Li (CAN)   | 3  | 0 | 3 | 0  | 6  | 0   |
| Jung Kyung-eun / Kim Ha-na (KOR)      | 3  | 3 | 0 | 6  | 0  | DSQ |
| Wang Xiaoli / Yu Yang (CHN)           | 3  | 2 | 1 | 4  | 2  | DSQ |

| Équipe 1                 | Score              | Équipe 2                 |
| 28 juillet à 19:05       | 28 juillet à 19:05 | 28 juillet à 19:05       |
| ------------------------ | ------------------ | ------------------------ |
| Wang X / Yu Y            | 21–11 21–7         | Bruce / Li               |
| 29 juillet à 09:40       |                    |                          |
| Jung K-e / Kim H-n (KOR) | 21–5 21–11         | Bruce / Li               |
| 29 juillet à 18:30       |                    |                          |
| Wang X / Yu Y            | 21–6 21–9          | Sorokina / Vislova       |
| 30 juillet à 09:40       |                    |                          |
| Jung K-e / Kim H-n (KOR) | 23–21 21–18        | Sorokina / Vislova       |
| 31 juillet à 08:30       |                    |                          |
| Sorokina / Vislova       | 21–8 21–10         | Bruce / Li               |
| 31 juillet à 19:07       |                    |                          |
| Wang X / Yu Y            | 14-21 11–21        | Jung K-e / Kim H-n (KOR) |

### Groupe B
| Équipe                                | MJ | G | P | SG | SP | Pts |
| ------------------------------------- | -- | - | - | -- | -- | --- |
| Cheng Wen-hsing / Chien Yu-chin (TPE) | 3  | 2 | 1 | 5  | 3  | 2   |
| Mizuki Fujii / Reika Kakiiwa (JPN)    | 3  | 2 | 1 | 4  | 3  | 2   |
| Jwala Gutta / Ashwini Ponnappa (IND)  | 3  | 2 | 1 | 4  | 3  | 2   |
| Shinta Mulia Sari / Yao Lei (SIN)     | 3  | 0 | 3 | 2  | 6  | 0   |

| Équipe 1                    | Score              | Équipe 2                    |
| 28 juillet à 15:20          | 28 juillet à 15:20 | 28 juillet à 15:20          |
| --------------------------- | ------------------ | --------------------------- |
| Fujii / Kakiiwa (JPN)       | 21–16 21–18        | Gutta / Ponnappa (IND)      |
| 28 juillet à 20:15          |                    |                             |
| Cheng W-h / Chien Y-c (TPE) | 18–21 –15 21–15    | Sari / Yao L (SIN)          |
| 29 juillet à 14:17          |                    |                             |
| Fujii / Kakiiwa (JPN)       | 16–21 –10 21–19    | Sari / Yao L (SIN)          |
| 30 juillet à 19:05          |                    |                             |
| Cheng W-h / Chien Y-c (TPE) | 23–25 21–16 18–21  | Gutta / Ponnappa (IND)      |
| 31 juillet à 13:09          |                    |                             |
| Fujii / Kakiiwa (JPN)       | 19–21 11–21        | Cheng W-h / Chien Y-c (TPE) |
| 31 juillet à 18:30          |                    |                             |
| Sari / Yao L (SIN)          | 16–21 15–21        | Gutta / Ponnappa (IND)      |

### Groupe C
| Équipe                                  | MJ | G | P | SG | SP | Pts |
| --------------------------------------- | -- | - | - | -- | -- | --- |
| Leanne Choo / Renuga Veeran (AUS)       | 3  | 1 | 2 | 3  | 4  | 1   |
| Michelle Edwards / Annari Viljoen (RSA) | 3  | 0 | 3 | 0  | 6  | 0   |
| Ha Jung-eun / Kim Min-jung (KOR)        | 3  | 3 | 0 | 6  | 1  | DSQ |
| Meiliana Jauhari / Greysia Polii (INA)  | 3  | 2 | 1 | 5  | 3  | DSQ |

| Équipe 1               | Score              | Équipe 2           |
| 28 juillet à 14:17     | 28 juillet à 14:17 | 28 juillet à 14:17 |
| ---------------------- | ------------------ | ------------------ |
| Ha J-e / Kim M-j (KOR) | 21–8 21–7          | Edwards / Viljoen  |
| 28 juillet à 19:42     |                    |                    |
| Jauhari / Polii        | 21–11 20–22 21–13  | Choo / Veeran      |
| 29 juillet à 20:52     |                    |                    |
| Choo / Veeran          | 21–9 21–7          | Edwards / Viljoen  |
| 30 juillet à 15:20     |                    |                    |
| Jauhari / Polii        | 21–18 21–10        | Edwards / Viljoen  |
| 30 juillet à 19:09     |                    |                    |
| Ha J-e / Kim M-j (KOR) | 21–7 21–19         | Choo / Veeran      |
| 31 juillet à 20:19     |                    |                    |
| Ha J-e / Kim M-j (KOR) | 18–21 –14 21–12    | Jauhari / Polii    |

### Groupe D
| Équipe                                          | MJ | G | P | SG | SP | Pts |
| ----------------------------------------------- | -- | - | - | -- | -- | --- |
| Christinna Pedersen / Kamilla Rytter Juhl (DEN) | 3  | 2 | 1 | 5  | 3  | 2   |
| Tian Qing / Zhao Yunlei (CHN)                   | 3  | 2 | 1 | 4  | 2  | 2   |
| Miyuki Maeda / Satoko Suetsuna (JPN)            | 3  | 2 | 1 | 4  | 3  | 2   |
| Poon Lok Yan / Tse Ying Suet (HKG)              | 3  | 0 | 3 | 1  | 6  | 0   |

| Équipe 1               | Score              | Équipe 2               |
| 28 juillet à 09:07     | 28 juillet à 09:07 | 28 juillet à 09:07     |
| ---------------------- | ------------------ | ---------------------- |
| Pedersen / Juhl (DEN)  | 21–18 14–21 17–21  | Maeda / Suetsuna (JPN) |
| 28 juillet à 09:44     |                    |                        |
| Tian Q / Zhao Y (CHN)  | 21–11 21–12        | Poon / Tse (HKG)       |
| 29 juillet à 09:44     |                    |                        |
| Pedersen / Juhl (DEN)  | 21–13 14–21 –18    | Poon / Tse (HKG)       |
| 30 juillet à 09:44     |                    |                        |
| Tian Q / Zhao Y (CHN)  | 21–16 21–17        | Maeda / Suetsuna (JPN) |
| 31 juillet à 09:40     |                    |                        |
| Tian Q / Zhao Y (CHN)  | 20–22 12–21        | Pedersen / Juhl (DEN)  |
| 31 juillet à 14:15     |                    |                        |
| Maeda / Suetsuna (JPN) | 21–15 21–19        | Poon / Tse (HKG)       |

## Phase à élimination directe
|  | Quarts de finale | Quarts de finale                                    | Quarts de finale                       | Quarts de finale                       | Quarts de finale |                                           |                                           | Demi-finales                       | Demi-finales       | Demi-finales       | Demi-finales       | Demi-finales       |                    |    | Finale | Finale                                    | Finale | Finale | Finale | Finale | Finale |
|  |                  |                                                     |                                        |                                        |                  |                                           |                                           |                                    |                    |                    |                    |                    |                    |    |        |                                           |        |        |        |        |        |
|  | A1               | Valeria Sorokina (RUS) Nina Vislova (RUS)           | 21                                     | 21                                     |                  |                                           |                                           |                                    |                    |                    |                    |                    |                    |    |        |                                           |        |        |        |        |        |
|  | C2               | Michelle Edwards (RSA) Annari Viljoen (RSA)         | 9                                      | 7                                      |                  |                                           |                                           |                                    |                    |                    |                    |                    |                    |    |        |                                           |        |        |        |        |        |
|  | C2               | Michelle Edwards (RSA) Annari Viljoen (RSA)         | 9                                      | 7                                      |                  | A1                                        | Valeria Sorokina (RUS) Nina Vislova (RUS) | 19                                 | 6                  |                    |                    |                    |                    |    |        |                                           |        |        |        |        |        |
|  |                  |                                                     |                                        |                                        |                  | A1                                        | Valeria Sorokina (RUS) Nina Vislova (RUS) | 19                                 | 6                  |                    |                    |                    |                    |    |        |                                           |        |        |        |        |        |
|  |                  | D2                                                  | Tian Qing (CHN) Zhao Yunlei (CHN)      | 21                                     | 21               |                                           |                                           |                                    |                    |                    |                    |                    |                    |    |        |                                           |        |        |        |        |        |
|  | B1               | D2                                                  | Tian Qing (CHN) Zhao Yunlei (CHN)      | 21                                     | 21               | Cheng Wen-hsing (TPE) Chien Yu-chin (TPE) | 10                                        | 14                                 |                    |                    |                    |                    |                    |    |        |                                           |        |        |        |        |        |
|  | B1               |                                                     |                                        |                                        |                  | Cheng Wen-hsing (TPE) Chien Yu-chin (TPE) | 10                                        | 14                                 |                    |                    |                    |                    |                    |    |        |                                           |        |        |        |        |        |
|  | D2               | Tian Qing (CHN) Zhao Yunlei (CHN)                   | 21                                     | 21                                     |                  |                                           |                                           |                                    |                    |                    |                    |                    |                    |    |        |                                           |        |        |        |        |        |
|  |                  |                                                     |                                        |                                        |                  |                                           |                                           |                                    |                    |                    |                    |                    |                    |    | D2     | Tian Qing (CHN) Zhao Yunlei (CHN)         | 21     | 25     |        |        |        |
|  |                  |                                                     | B2                                     | Mizuki Fujii (JPN) Reika Kakiiwa (JPN) | 10               | 23                                        |                                           |                                    |                    |                    |                    |                    |                    |    |        |                                           |        |        |        |        |        |
|  | A2               | Alex Bruce (CAN) Michelle Li (CAN)                  | 21                                     | 18                                     | 21               |                                           |                                           |                                    |                    |                    |                    |                    |                    |    |        |                                           |        |        |        |        |        |
|  | C1               | Leanne Choo (AUS) Renuga Veeran (AUS)               | 9                                      | 21                                     | 18               |                                           |                                           |                                    |                    |                    |                    |                    |                    |    |        |                                           |        |        |        |        |        |
|  | C1               | Leanne Choo (AUS) Renuga Veeran (AUS)               | 9                                      | 21                                     | 18               |                                           | A2                                        | Alex Bruce (CAN) Michelle Li (CAN) | 12                 | 21                 | 13                 |                    |                    |    |        |                                           |        |        |        |        |        |
|  |                  |                                                     |                                        |                                        |                  |                                           | A2                                        | Alex Bruce (CAN) Michelle Li (CAN) | 12                 | 21                 | 13                 |                    |                    |    |        |                                           |        |        |        |        |        |
|  |                  | B2                                                  | Mizuki Fujii (JPN) Reika Kakiiwa (JPN) | 21                                     | 19               | 21                                        |                                           |                                    | Médaille de bronze | Médaille de bronze | Médaille de bronze | Médaille de bronze | Médaille de bronze |    |        |                                           |        |        |        |        |        |
|  | B2               | B2                                                  | Mizuki Fujii (JPN) Reika Kakiiwa (JPN) | 21                                     | 19               | 21                                        | Mizuki Fujii (JPN) Reika Kakiiwa (JPN)    | 22                                 | Médaille de bronze | Médaille de bronze | Médaille de bronze | Médaille de bronze | Médaille de bronze | 21 |        |                                           |        |        |        |        |        |
|  | B2               |                                                     |                                        |                                        |                  |                                           | Mizuki Fujii (JPN) Reika Kakiiwa (JPN)    | 22                                 |                    |                    |                    |                    |                    | 21 |        |                                           |        |        |        |        |        |
|  | D1               | Christinna Pedersen (DEN) Kamilla Rytter Juhl (DEN) | 20                                     | 10                                     |                  |                                           |                                           |                                    |                    |                    |                    |                    |                    |    | A1     | Valeria Sorokina (RUS) Nina Vislova (RUS) | 21     | 21     |        |        |        |
|  |                  |                                                     |                                        |                                        |                  |                                           |                                           |                                    |                    |                    |                    |                    |                    |    | A2     | Alex Bruce (CAN) Michelle Li (CAN)        | 9      | 10     |        |        |        |